# Juan Fernández-szigeteki kolibri
A Juan Fernández-szigeteki kolibri (Sephanoides fernandensis) a madarak osztályának sarlósfecske-alakúak (Apodiformes) rendjébe és a kolibrifélék (Trochilidae) családjába tartozó faj.

## Rendszerezése
A fajt Phillip Parker King brit felfedező írta le 1831-ben, a Trochilus nembe Trochilus Fernandensis néven.

## Alfajai
- Sephanoides fernandensis fernandensis (King, 1831) - Robinson Crusoe-sziget
- Sephanoides fernandensis leyboldi (Gould, 1870) - Alejandro Selkirk-sziget [2]

## Előfordulása
Chiléhez tartozó Juan Fernández-szigetek területén honos. Természetes élőhelyei a szubtrópusi és trópusi síkvidéki esőerdők és cserjések, valamint vidéki kertek és városias régiók. Állandó, nem vonuló faj.

## Megjelenése
Testhossza 12 centiméter. A nemek tollazata különbözik.
|  |  |

## Életmódja
Nektárral táplálkozik.

## Természetvédelmi helyzete
Az elterjedési területe rendkívül kicsi és még ez is csökken, egyedszáma 1500-3500 példány közötti és szintén csökken. A Természetvédelmi Világszövetség Vörös listáján súlyosan veszélyeztetett fajként szerepel.